# Scipopus melaneuris
Scipopus melaneuris är en tvåvingeart som beskrevs av Cresson 1926. Scipopus melaneuris ingår i släktet Scipopus och familjen skridflugor. Inga underarter finns listade i Catalogue of Life.